# Tottenham Hale (stacja kolejowa)
Tottenham Hale – stacja kolejowa oraz stacja metra w północnym Londynie, w dzielnicy London Borough of Haringey. W systemie londyńskiej komunikacji miejskiej, należy do trzeciej strefy biletowej. Stacja otwarta została 15 września 1840 na linii kolejowej ze Stratford we wschodnim Londynie do Broxbourne w hrabstwie Hertfordshire. 1 września 1968 otwarto tutaj stację metra na linii Victoria Line. Stacja jest obsługiwana przez przewoźnika kolejowego National Express East Anglia, a od 2005 zatrzymują się tu również niektóre pociągi Stansted Express, łączące centrum Londynu (stacja Liverpool Street) z lotniskiem Stansted.

## Galeria

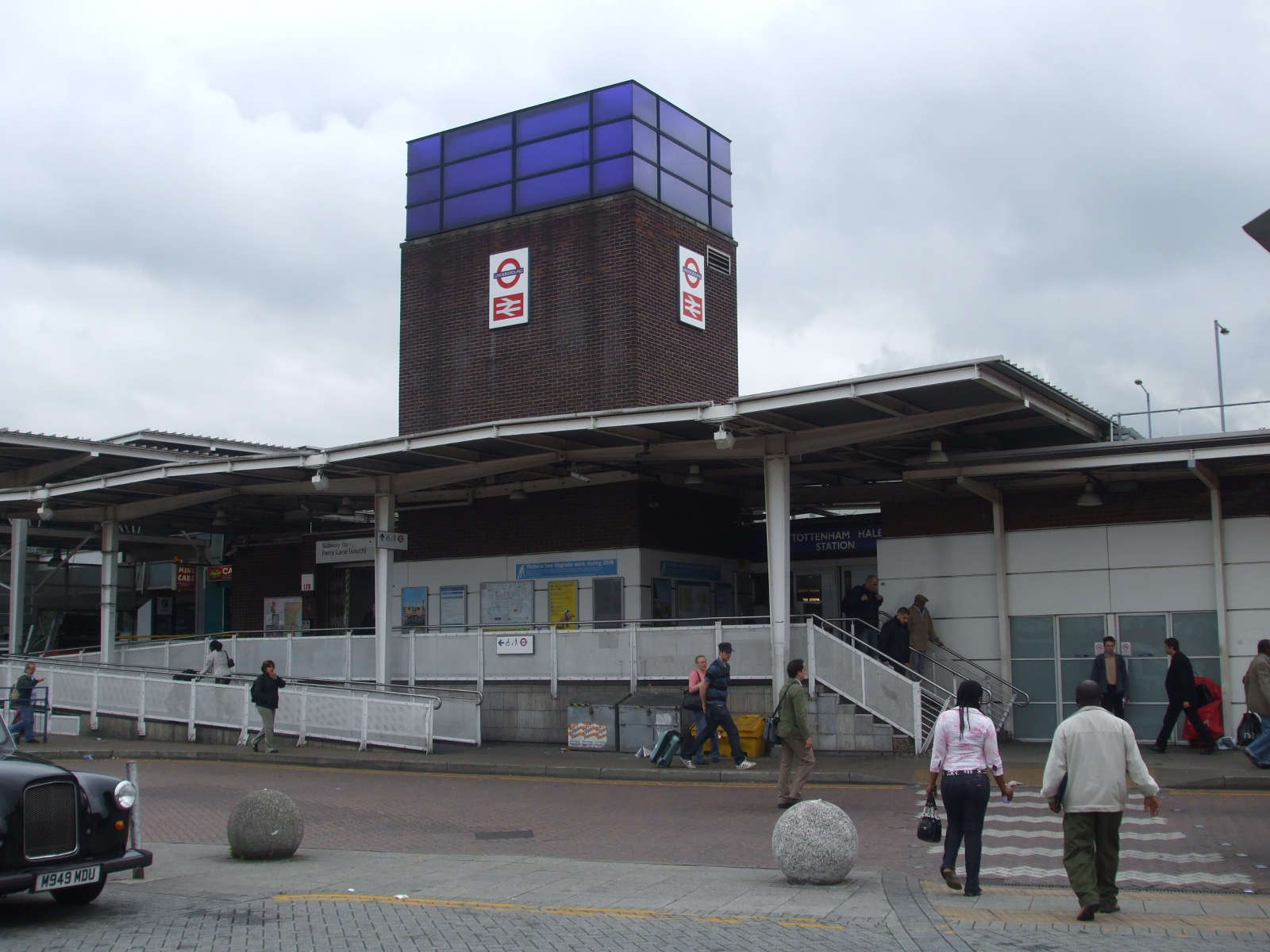
Budynek stacji
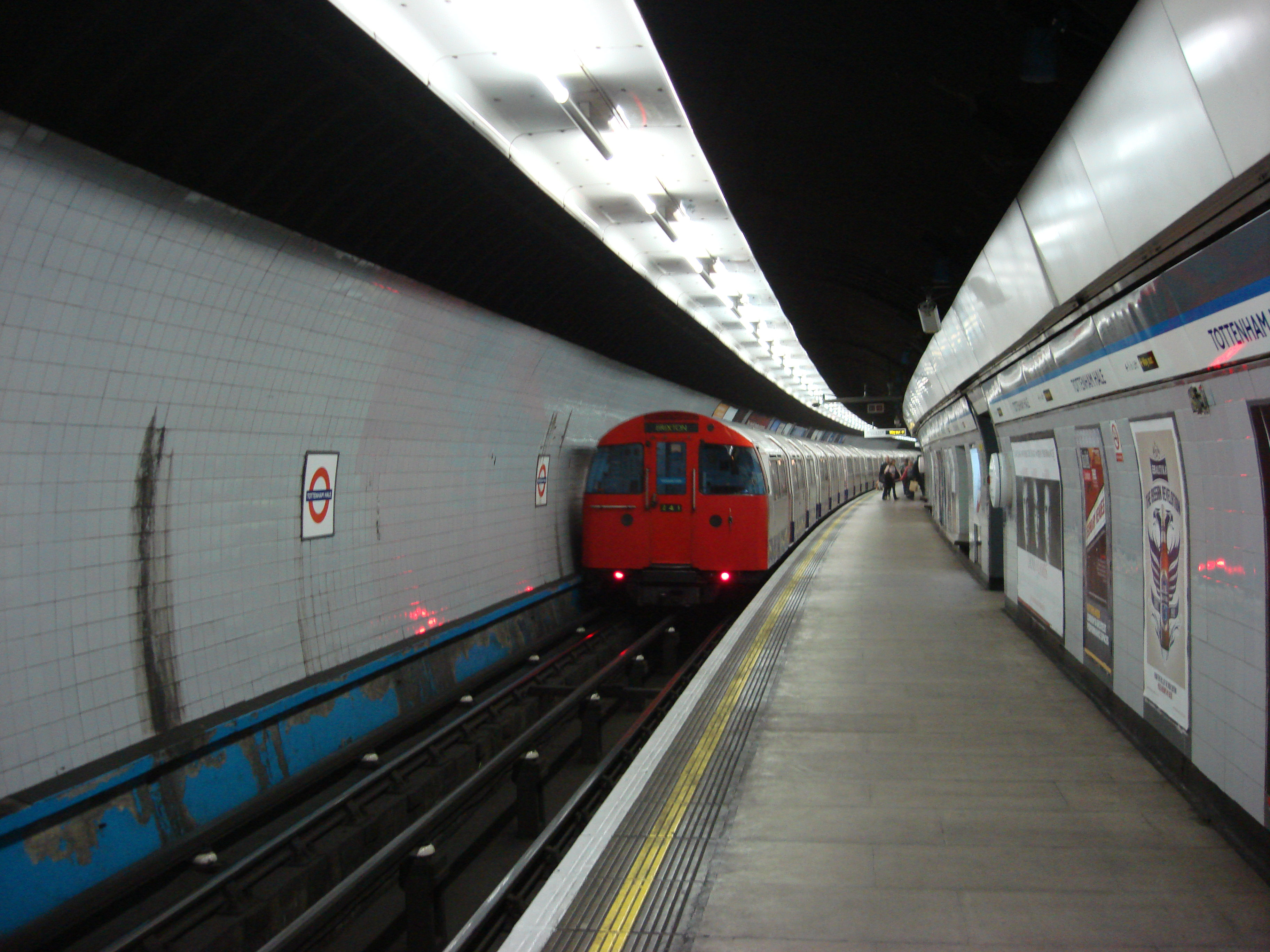
Pociąg odjeżdżający ze stacji metra
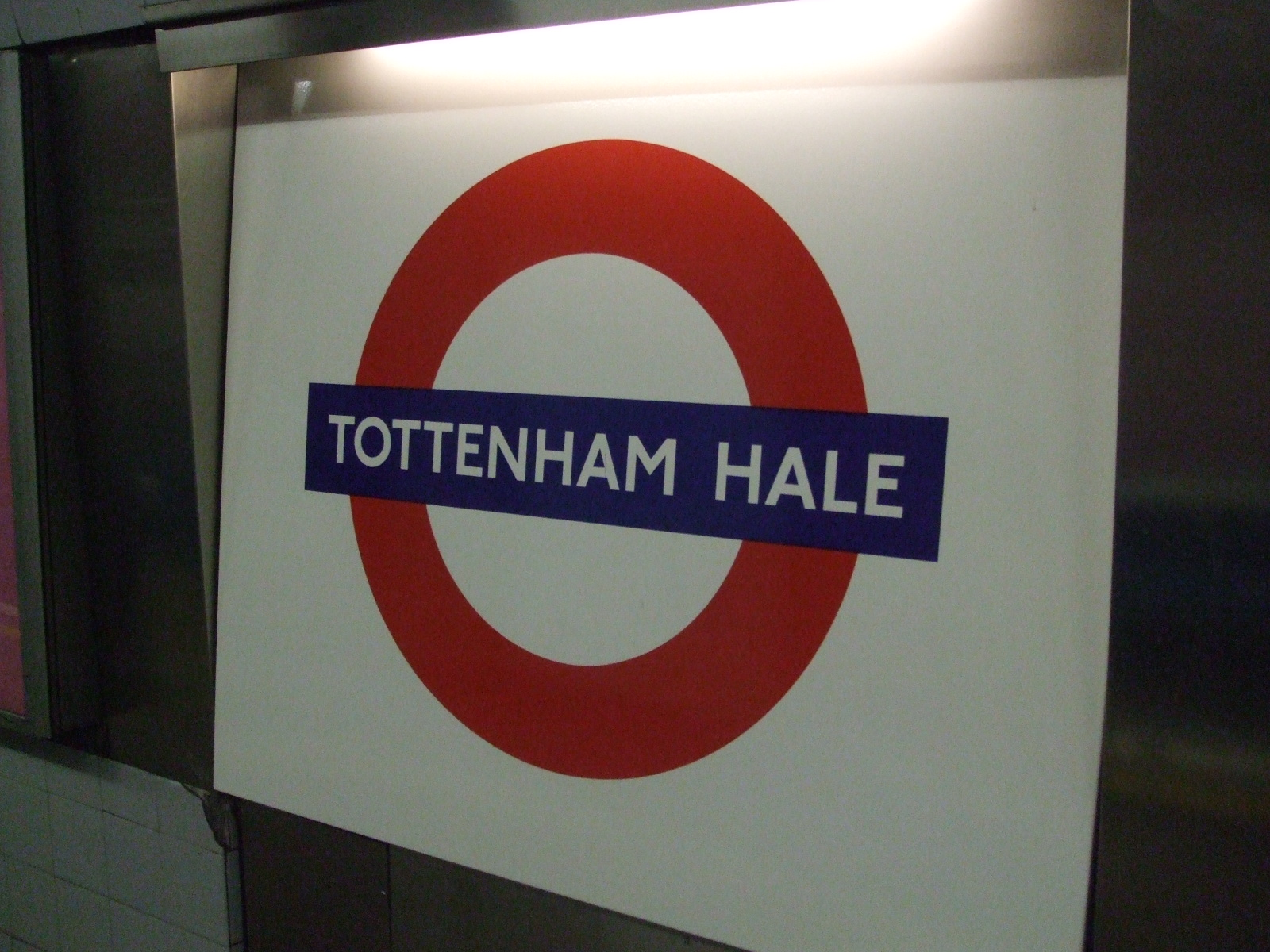
Logo stacji w sieci metra